# برنامه‌ریز غواصی تفریحی

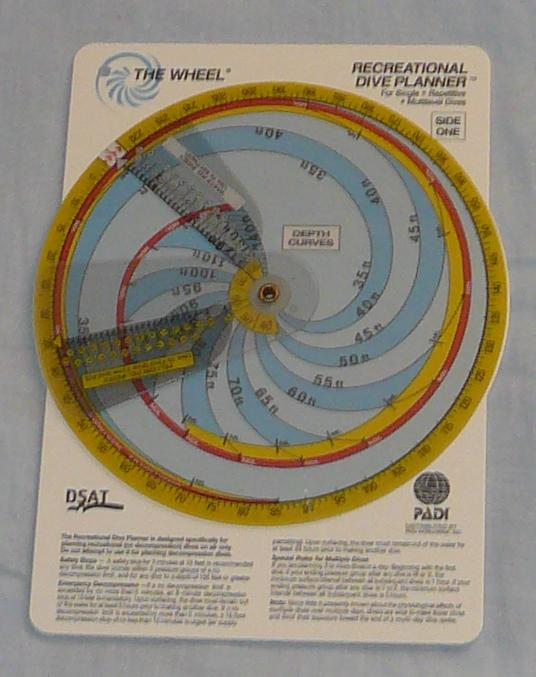
برنامه ریز غواصی تفریحی PADI در قالب گردونه.

برنامه‌ریز غواصی تفریحی (RDP) یکی ازجدولهای برداشت فشار غواصی و تنها جدول رفع فشاری است که در آن مدت زمان غواصی بدون نیاز به توقف برداشت فشار در آب محاسبه شده‌است.
RDP توسط DSAT علوم و فناوری غواصی که از شرکت‌های وابسته به انجمن مربیان حرفه ای غواصی PADI است تهیه و توسعه داده شده‌است و نخستین جدولی است که منحصراً برای غواصی تفریحی طراحی شده‌است.
چهار نوع RDP وجود دارد: نسخه جدول که برای اولین بار در سال ۱۹۸۸ معرفی شده‌است، نسخه چرخ، نسخه الکترونیکی یا eRDP  معرفی شده در سال ۲۰۰۵ و در نهایت آخرین نسخه  الکترونیکی چند سطحی آن یا eRDPML معرفی شده در سال 2008
از جدولهای RDP همیشه در کنار دفترچه‌های ثبت غوص برای ثبت و نظارت بر عمق، فشار و سطح نیتروژن باقی‌مانده استفاده می‌شود.
امروزه قیمت پایین و راحتی استفاده از رایانه‌های مدرن غواصی منجر شده‌است تا بسیاری از غواصان تفریحی، تنها استفاده از جداول مثل RDP را فقط برای یک زمان کوتاه در طول آموزش خود و قبل از استفاده از کامپیوترهای غواصی بیاموزند.
در کامپیوترهای غواصی نیز از الگوی مدرج کاهنده حباب که بر طبق همان الگوریتم استفاده شده در جدولهای RDP بدون نیاز رفع فشار و بر اساس مبنای محاسباتی آنهاست استفاده شده و مدت زمان غوص و میزان نیتروژن جذب شده در بدن غواص را محاسبه مینمایند.
این در صورتی است که کامپیوترهای غواصی با محاسبه لحظه به لحظه و دقیق غوص مدت زمان بیشتری برای باقی‌ماندن در آب را به غواص ارائه میدهند و در نتیجه گزینه‌ای محبوب تر برای بیشتر غواصان است.